# لوسي بريرز
لوسي جين بريرز (بالإنجليزية: Lucy Jane Briers؛ مواليد 19 أغسطس 1967) هي مُمثلة إنجليزية.

## وصلات خارجية
- لوسي بريرز على موقع IMDb (الإنجليزية)
- لوسي بريرز على موقع ألو سيني (الفرنسية)
- لوسي بريرز على موقع أول موفي (الإنجليزية)
- لوسي بريرز على موقع قاعدة بيانات برودواي على الإنترنت (الإنجليزية)
- لوسي بريرز على موقع قاعدة بيانات الأفلام السويدية (السويدية)
- لوسي بريرز على موقع قاعدة بيانات الفيلم (الإنجليزية)
- لوسي بريرز على موقع كينوبويسك (الروسية)